# Sosnovi Bor (Pskov)
|  | Per a altres significats, vegeu «Sosnovi Bor». |

Sosnovi Bor (en rus: Сосновый Бор) és un poble (un possiólok) de l'óblast de Pskov, a Rússia, segons el cens del 2021 tenia 1.888 habitants. Pertany al districte de Sébejski.